# Grand Prix Wielkiej Brytanii 1971
Grand Prix Wielkiej Brytanii 1971 (oryg. RAC Woolmark British Grand Prix) – 6. runda Mistrzostw Świata Formuły 1 w sezonie 1971, która odbyła się 17 lipca 1971, po raz 13. na torze Silverstone.
24. Grand Prix Wielkiej Brytanii, 22. zaliczane do Mistrzostw Świata Formuły 1.

## Klasyfikacja
| Legenda oznaczeń w tabelach wyników Wyświetl szablon na nowej stronie | Legenda oznaczeń w tabelach wyników Wyświetl szablon na nowej stronie                                                                     |
| Oznaczenie                                                            | Wyjaśnienie |
| --------------------------------------------------------------------- | --- |
| Złoty                                                                 | Zwycięzca lub mistrzostwo |
| Srebrny                                                               | 2. miejsce lub wicemistrzostwo |
| Brązowy                                                               | 3. miejsce lub II wicemistrzostwo |
| Zielony                                                               | Ukończył, punktował (w klasyfikacji generalnej, gdy zdobył co najmniej jeden punkt na przestrzeni sezonu, poza trzema powyższymi opcjami) |
| Niebieski                                                             | Ukończył, nie punktował (w klasyfikacji generalnej, gdy nie zdobył co najmniej jednego punktu na przestrzeni sezonu)                      |
| Czerwony                                                              | Nie zakwalifikował się (NZ) |
| Czerwony                                                              | Nie prekwalifikował się (NPK) |
| Różowy                                                                | Nie ukończył (NU) |
| Różowy                                                                | Niesklasyfikowany (NS) (w klasyfikacji generalnej, gdy nie został sklasyfikowany w żadnym wyścigu sezonu)                                 |
| Czarny                                                                | Zdyskwalifikowany (DK) |
| Czarny                                                                | Wykluczony (WYK/EX) |
| Biały                                                                 | Nie wystartował (NW) |
| Biały                                                                 | Kontuzjowany (K/INJ) |
| Biały                                                                 | Wyścig odwołany (OD/C) |
| Bez koloru                                                            | Został wycofany (WYC/WD) |
| Bez koloru                                                            | Nie przybył (NP/DNA) |
| Bez koloru                                                            | Nie brał udziału w treningach (NT/DNP) |
| Bez koloru                                                            | Nie został zgłoszony (–) |
| Pogrubienie                                                           | Start z pole position |
| Kursywa                                                               | Najszybsze okrążenie wyścigu |
| †                                                                     | Nie ukończył, ale jego rezultat został zaliczony ze względu na przejechanie więcej niż 90% dystansu wyścigu.                              |
| *                                                                     | Sezon w trakcie |
| 1/2/3                                                                 | Punktowana pozycja w sprincie kwalifikacyjnym                                                                                             |
| Lista systemów punktacji Formuły 1                                    | |

| Pos | No | Kierowca             | Konstruktor           | Okrążeń | Czas/powód NU      | Poz. Start. | Punktów |
| --- | -- | -------------------- | --------------------- | ------- | ------------------ | ----------- | ------- |
| 1   | 12 | Jackie Stewart       | Tyrrell-Ford          | 68      | 1:31:31.5          | 2           | 9       |
| 2   | 18 | Ronnie Peterson      | March-Ford            | 68      | 36.1               | 5           | 6       |
| 3   | 1  | Emerson Fittipaldi   | Lotus-Ford            | 68      | 50.5               | 4           | 4       |
| 4   | 26 | Henri Pescarolo      | March-Ford            | 67      | + 1 Lap            | 17          | 3       |
| 5   | 24 | Rolf Stommelen       | Surtees-Ford          | 67      | + 1 Lap            | 12          | 2       |
| 6   | 23 | John Surtees         | Surtees-Ford          | 67      | + 1 Lap            | 11          | 1       |
| 7   | 22 | Jean-Pierre Beltoise | Matra                 | 66      | + 2 Okrążeń        | 15          |         |
| 8   | 17 | Howden Ganley        | BRM                   | 66      | + 2 Okrążeń        | 11          |         |
| 9   | 16 | Jo Siffert           | BRM                   | 66      | + 2 Okrążeń        | 3           |         |
| 10  | 14 | François Cevert      | Tyrrell-Ford          | 65      | + 3 Okrążeń        | 10          |         |
| 11  | 20 | Nanni Galli          | March-Ford            | 65      | + 3 Okrążeń        | 21          |         |
| 12  | 8  | Tim Schenken         | Brabham-Ford          | 63      | Skrz. biegów       | 7           |         |
| NS  | 3  | Reine Wisell         | Lotus-Pratt & Whitney | 57      | Nie sklasyfikowany | 19          |         |
| NS  | 19 | Andrea de Adamich    | March-Alfa Romeo      | 56      | Nie sklasyfikowany | 24          |         |
| NU  | 10 | Peter Gethin         | McLaren-Ford          | 53      | Silnik             | 14          |         |
| NU  | 4  | Jacky Ickx           | Ferrari               | 51      | Silnik             | 6           |         |
| NU  | 5  | Clay Regazzoni       | Ferrari               | 48      | Ciśnienie oleju    | 1           |         |
| NU  | 21 | Chris Amon           | Matra                 | 35      | Silnik             | 9           |         |
| NU  | 9  | Denny Hulme          | McLaren-Ford          | 32      | Silnik             | 8           |         |
| NU  | 25 | Derek Bell           | Surtees-Ford          | 23      | Zawieszenie        | 23          |         |
| NU  | 6  | Mike Beuttler        | March-Ford            | 21      | Ciśnienie oleju    | 20          |         |
| NU  | 2  | Dave Charlton        | Lotus-Ford            | 1       | Silnik             | 13          |         |
| NU  | 7  | Graham Hill          | Brabham-Ford          | 0       | Wypadek            | 22          |         |
| NU  | 11 | Jackie Oliver        | McLaren-Ford          | 0       | Wypadek            | 16          |         |